# Дворец правительства Перу
Дворец правительства Перу (исп. Palacio de Gobierno del Perú, также Дом Писарро исп. Casa de Pizarro) — резиденция правительства и президента Перу. 
Дворец стоит на месте дворца правительства, возведенного в 1535 году, на огромном индейском погребении уака, святыни индейского вождя Тауличуско, и представляет собой величественное здание, окружённый кованной оградой и южной стороной выходящее на Главную площадь (Plaza Mayor). Нынешний дворец построен в XX веке, в стиле французской барочной архитектуры, для Франсиско Писарро, губернатора Новой Кастилии, когда было создано вице-королевство Перу, и стал резиденцией вице-короля и правительства Перу. Главным архитектором был поляк Рикардо де Яха Малаховский. Дворец много раз реконструировался, а основательная реконструкция была проведена в период президентства Оскара Бенавидеса.

## История

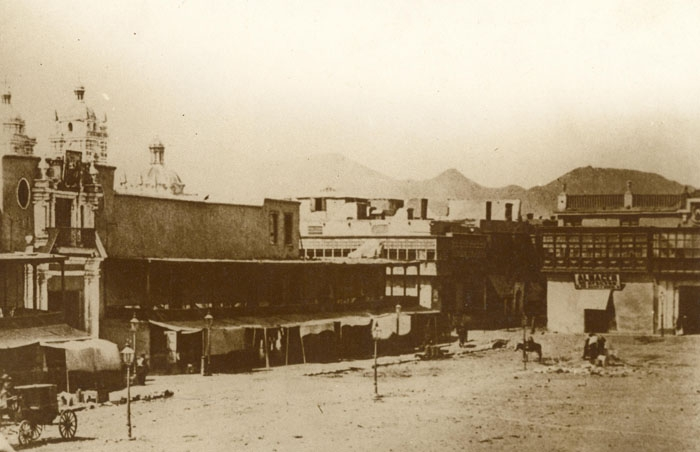
Дворец в 1860 году

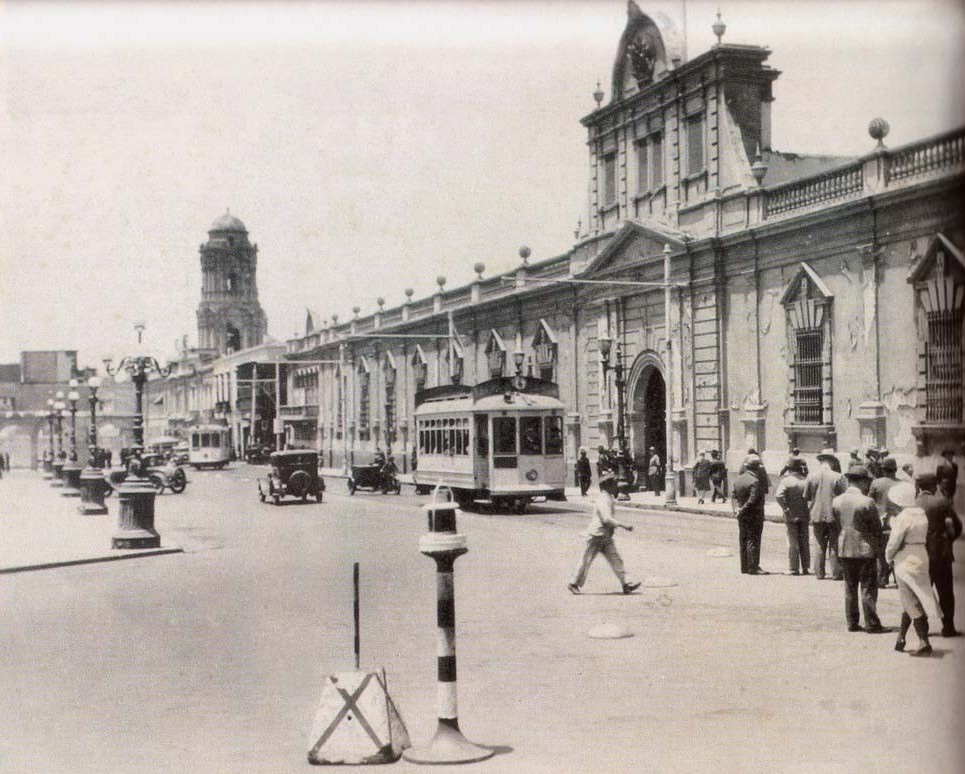
Дворец в 1920-х

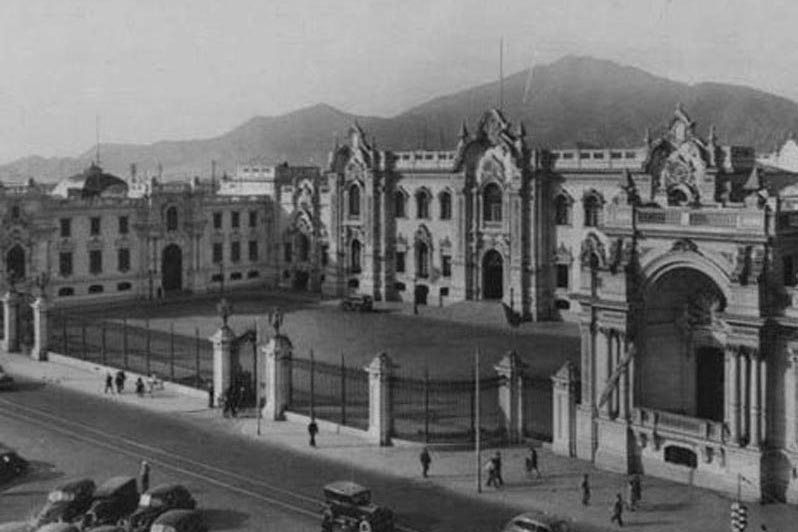
Дворец в 1938 году

Расположение дворца интересно по двум причинам. Во первых, здесь жил Тауличуско, правитель долины Римак. Во вторых, на этом месте 28 июля 1821 года генерал Хосе де Сан-Мартин провозгласил независимость Перу.
Франсиско Писарро заложил это двухэтажное здание из кирпича-сырца в 1535 году. Строительство едва успели закончить в 1536 году, как произошло восстание индейцев. Здание было превращено в крепость с глинобитными стенами. Там жил Писарро и его любовница, жена инки Атауальпы, которого убил Писарро. Осада длилась двенадцать дней. Затем, дворец был целью для атаки Диего де Альмагро, одноглазого партнёра Писарро по завоеванию Перу, а затем ставшим его врагом. В конце концов после кровавой битвы, старший Альмагро был казнён братьями Писарро, но его сын Диего младший, продолжил борьбу. Хотя Писарро неоднократно предупреждали о молодом Альмагро и его армии, он не усилил охрану. 26 июня 1541 года во время ужина, солдаты с криками «смерть тирану», убили слуг и бросились в его комнату. В схватке Писарро убил двоих солдат, пока предводитель восставших не крикнул: «Почему так долго?» И, взяв одного из товарищей пошёл на Писарро, который бежал на них с саблей. Писарро получил ранение в горло, шатаясь упал на пол, и был исколот мечами. Последним его словом было «исповедь». Бездыханное тело Писарро завернули в саван и ночью похоронили в кафедральном соборе. На могиле не было его имени, пока в 1977 году Писарро был перезахоронен в склепе кафедрального собора.
После смерти Писарро, новый вице-король Перу превратил дворец в свою резиденцию. Дворец вице-короля был разрушен в результате землетрясения в Лиме и Кальяо в 1586 году.
В этот период дворец время от времени реконструировался, и его занимали 43 вице-короля, начиная с Франсиско Писарро, и заканчивая Хосе де ла Серной, до объявления независимости Перу в 1821 году.
С этого момента дворец является резиденцией всех президентов Перу до сегодняшнего дня.
Во время тихоокеанской войны 1879–1883 годов дворец был занят чилийской армией под командованием адмирала Патрисио Линча, с 17 января 1881 до 23 октября 1883 года, когда временное правительство Мигеля Иглесиаса, подписало мирный договор. Чилийские солдаты разграбили дворец, в результате чего пропали многие ценные вещи: две пушки у главных ворот дворца, портреты довоенных наместников и президентов, вся мебель, ковры и люстры.
В декабре 1884 года во дворце произошёл пожар и новое здание было построено в период правительства генерала Мигеля Иглесиаса.
3 июля 1921 года новый пожар уничтожил дворец. Президент Аугусто Легия приказал начать его реконструкцию. Строительство нового дворца началось в 1926 году. Первый этап проходил под руководством французского архитектора Клода Сахута. В 1929 году, после начала экономического кризиса строительство остановилось. В строительство продолжилось, но через год опять остановилось. Второй этап датируется 1937 и 1938 годами, периодом президентства Оскара Бенавидеса, под руководством польского архитектора Рикардо де Яха Малаховского. Работа началась 24 августа 1937 года. Проект был завершен в следующем году и новый дворец правительства был официально открыт.

## Архитектура

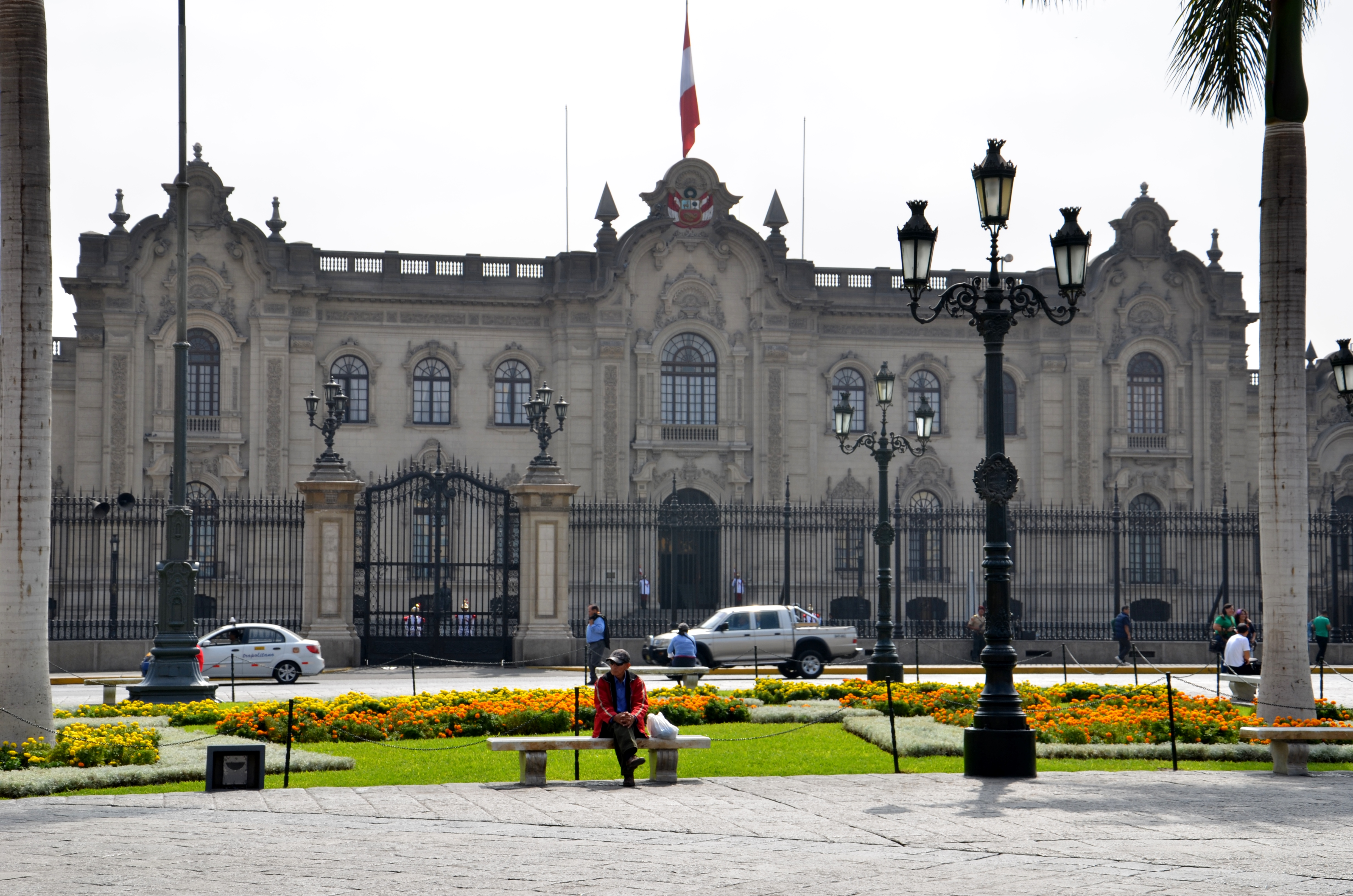
Фасад дворца

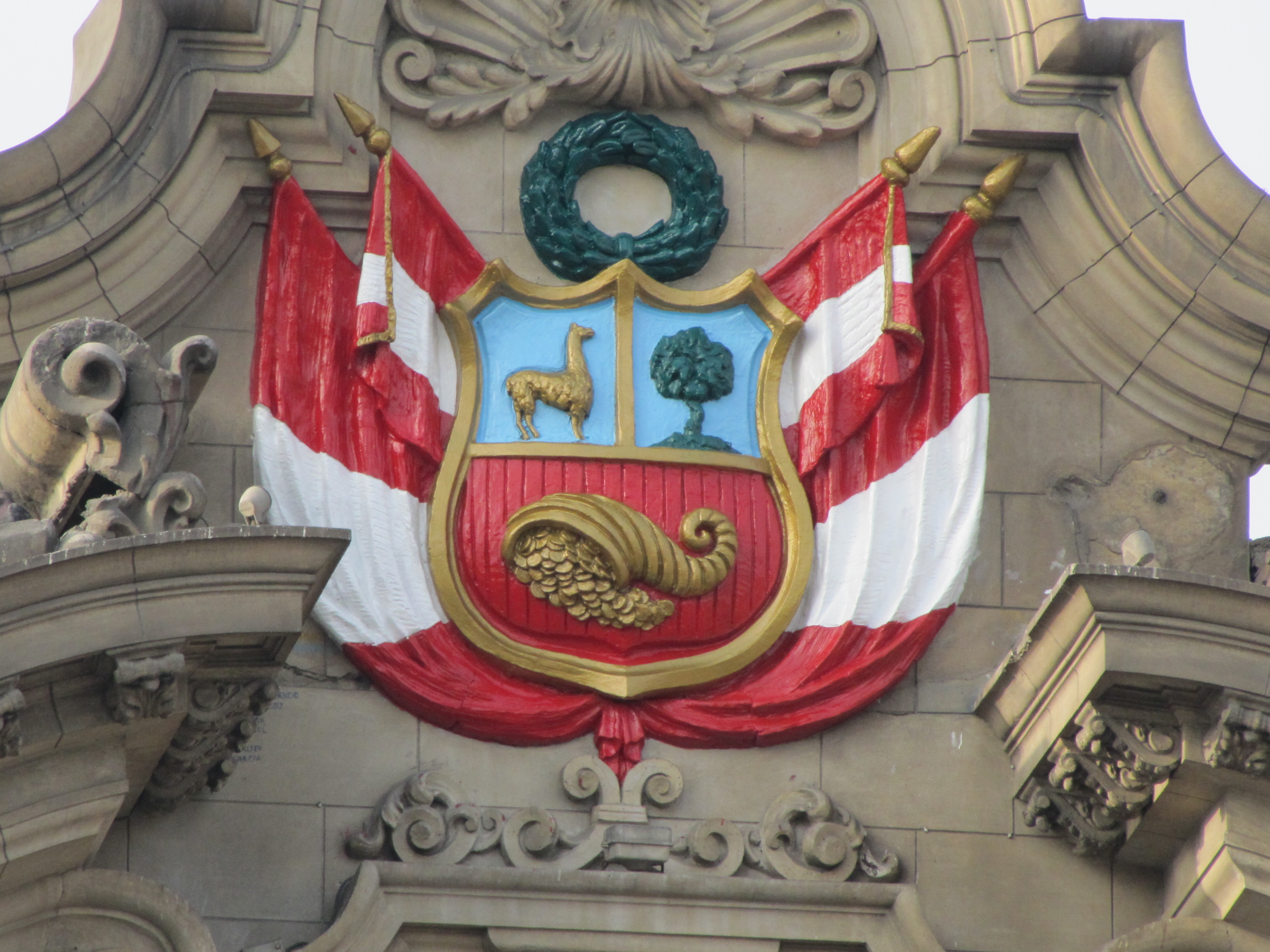
Герб Перу на главном фасаде дворца

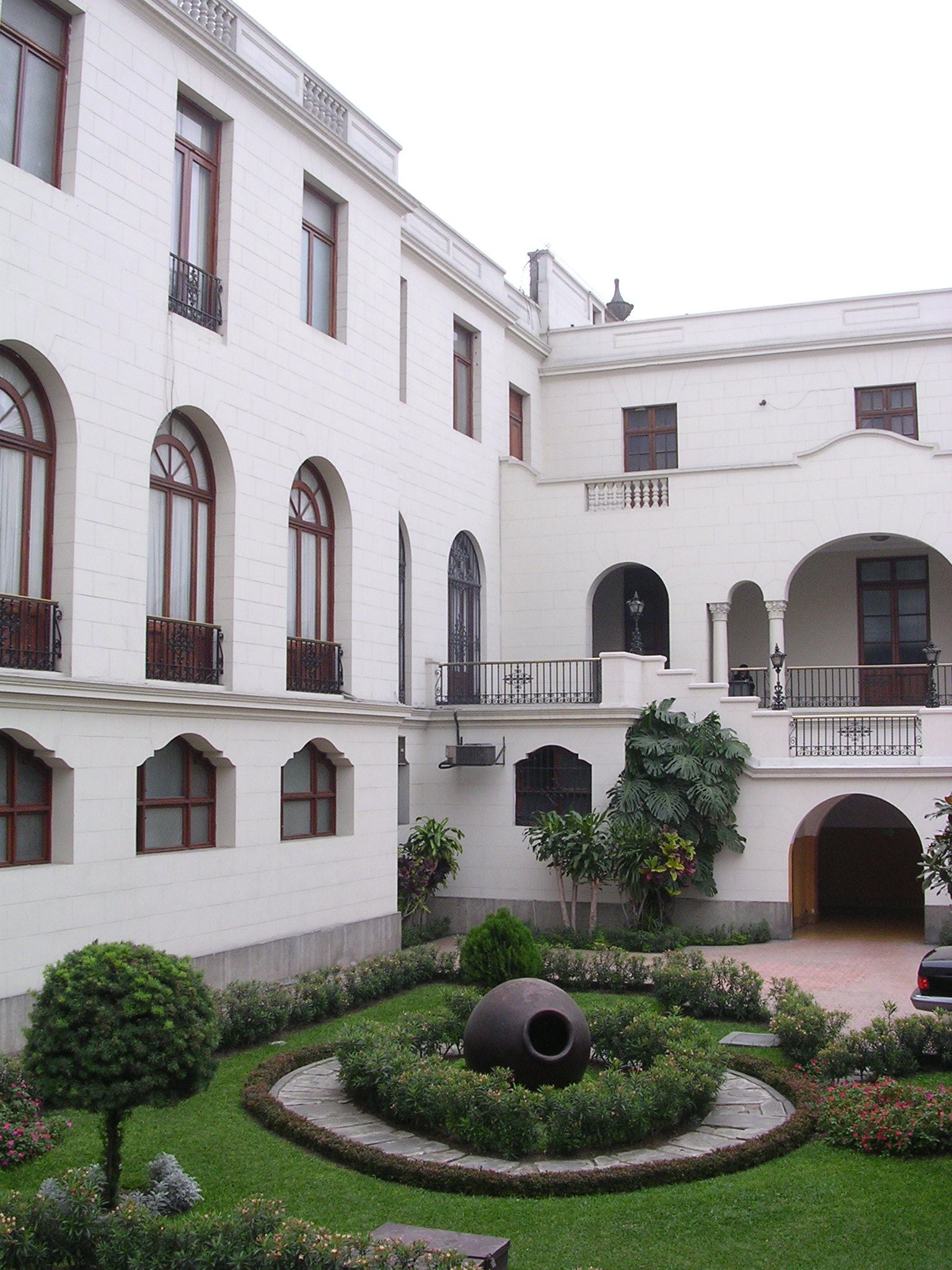
Внутренний двор

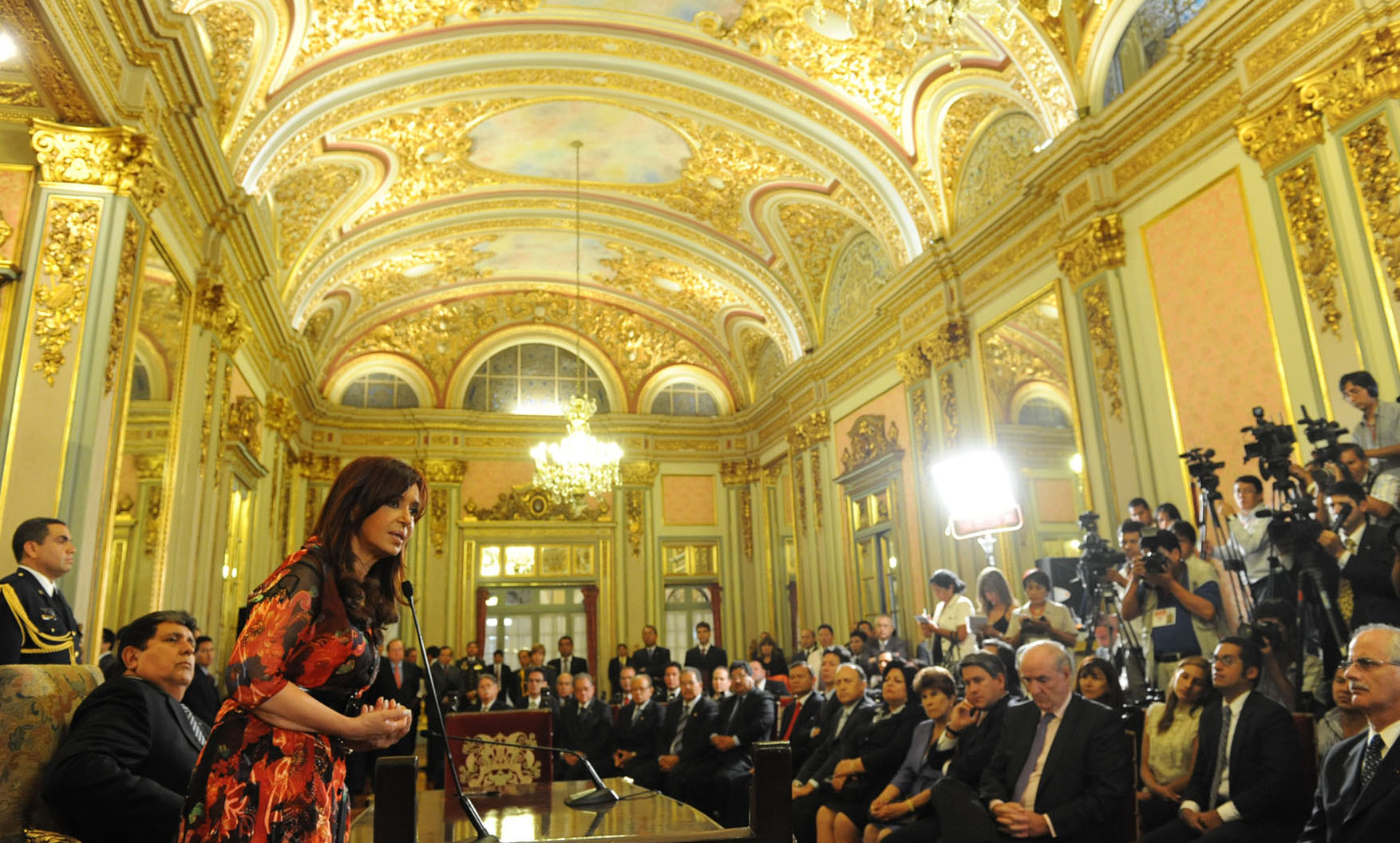
Кристина Фернандес де Киршнер в Золотой гостиной

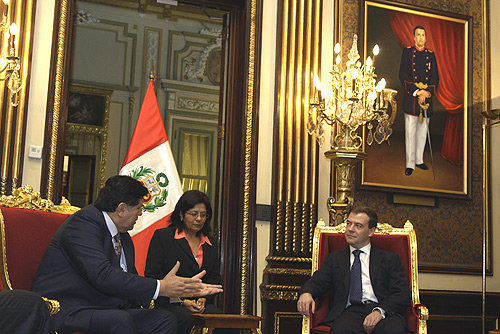
Алан Гарсиа и Дмитрий Медведев в комнате Мариано Сантоса Матеоса. Саммит АТЭС 2008

### Фасад
Фасад с парадным входом построен в неоколониальном стиле в 1920 году под руководством Клода Сахута, архитектора французского происхождения.
Фасад, выходящий на главную площадь оформлен в стиле необарокко в 1938 году под руководством Рикардо де Яха Малаховского, польского архитектора.
Во дворце есть внутренний двор с садом. По легенде, Писарро посадил здесь дерево и заботился о нём. В 1987 году, в первый срок президентства Алана Гарсиа, здесь был открыт памятник Андресу Авелино Касересу.
В начале февраля 2007 года, герб Перу, который находится на верхней части главного фасада дворца был расписан студентами Национальной школы изящных искусств Перу Хорхе Рамиресом и Иво Фуэнтесом, во главе с Лесли Ли.

### Интерьер
Дворец имеет большое количество церемониальных залов и комнат, посвященных деятелям перуанской истории (канцелярия президента названа в честь «полковника Франсиско Болоньези», комната переговоров — «адмирала Мигеля Грау», кабанет совета министров — «капитана ВВС Хосе Киньонеса Гонсалеса», посольская комната — «гвардейского инспектора Мариано Сантоса Матеоса»). Во дворце есть Золотая гостиная, имеющая богатую коллекцию живописи, рядом — официальная резиденция президента.

#### Зал Хорхе Басадре
Ранее назывался залом Элеспуру и Чокехуанка, в честь сержанта Эулоджио Элеспуру и солдата Педро Чокехуанка, стоявших на страже у дворца и убитых с четырьмя другими солдатами 29 мая 1909 года, когда двадцать мятежников во главе с Карлосом де Пьерола и Орестом Ферро напали на дворец для захвата президента Аугусто Leguía, который отказался уйти в отставку.
Оформлен в испанском стиле в 1920 году и включает в себя большие арки с мраморными колоннами, и четыре окна. В этом зале есть уникальная скульптура генерала Хосе де Сан-Мартина, освободителя Перу. По положению его правой руки, можно судить о том, что скульптор знал, что Сан-Мартин был членом Ложи масонов.

#### Севильская комната
Оформлена в 1920 году из глазурованной плитки, сделанной в Севилье, Испания.

#### Золотая гостиная
Оформлена в 1920 году. Названа так потому, что оштукатуренные стены покрыты сусальным золотом. Является, пожалуй, самым впечатляющим залом дворца. Огромная гостиная со сводчатым потолком, оформлена в европейском стиле с мотивами коренных народов Перу. Стены украшены зеркалами. Мебель в стиле Людовика XIV, на потолке — четыре бронзовые хрустальные люстры.
В центре находятся перила из яшмы, обрамленные двумя мраморными колоннами, рядом два мраморных стола, над центральным столом — старые часы и статуя князя Эммануила Филибера Савойского, победителя битвы при Сент-Квентине в 1557 году.
В гостиной проходят торжественные приёмы. Именно здесь, министры принимают присягу и послы вручают президенту верительные грамоты.
В результате археологических раскопок под гостиной был найден храм инков.

#### КомнатаТупака Амару II
Оформлена в 1920 году. Ранее была названа в честь Писарро. Интерьер содержит интересные художественные произведения. Например, четыре скульптуры, представляющие четыре времени года, и сорокаметровый ковёр из Арекипы. Над камином висит портрет Тупака Амару II. С 1972 года этот портрет заменяет портрет Писарро. Окна выходят на главную площадь Лимы.
Также здесь стоит трон, подаренный, японским императором Акихито. Комната используется для официальных обращений президента, пресс-конференций, совещаний и торжественных обедов.

#### Комната мира
Является главной столовой дворца и названа так потому, что в этой комнате 30 октября 1980 года был подписан мирный договор между Гондурасом и Сальвадором, при посредничестве бывшего президента Перу Хосе Бустаманте и Риверо.
Оформлена в колониальном стиле, с балконом на каждой стороне, где располагается оркестр. На потолке красивая хрустальная люстра, из богемского кварца, весом в 2000 кг. В центре длинный стол с резными стульями, обитыми кожей с гербом Писарро. Комната украшена картинами.

#### Комната адмирала Мигель Грау
Ранее называлась комнатой соглашений, здесь находится живопись адмирала Мигеля Грау, героя флота.

#### Посольская комната
Называется так потому, что именно здесь послы вручают верительные грамоты президенту. Оформлена в стиле Людовика XIV из дерева и бронзы, мебель в стиле Регентства.
31 декабря 2007 года министр внутренних дел Луис Альва Кастро назвал комнату в честь гвардейского инспектора Мариано Сантоса Матеоса, национального героя Перу. 27 ноября 1879 года ополченец Мариано Сантос Матеос захватил флаг чилийской армии в битве при Тарапаке, во время тихоокеанской войны. В комнате есть портрет Мариано Сантоса Матеоса и картина, изображающая победу в битве при Тарапаке.

#### Резиденция президента
Оформлена в 1938 году, в ней живёт президент и его семья. Состоит из двухуровневого большого зала с римскими колоннами, с мраморными полами с красивыми индейскими мотивами. В задней части, лестница обрамлена двумя бюстами освободителей Перу: Симона Боливара и Хосе де Сан-Мартина, перуанского скульптора Луиса Агурто.
У входа на стене — портрет Франсиско Писарро, перуанского художника Даниэля Эрнандеса. До 1972 года он находился в комнате Писарро.
Резиденция включает в себя зелёную комнату, китайскую комнату, белый и золотой залы. На втором этаже — спальня президента. Окна выходят на сад.

## Президентская гвардия и охрана дворца
История дворцовой охраны начинается с создания королевской охраны (гвардии), с возложенной на неё обязанностью охраны представителя короля Испании в Перу. Это событие является первым появлением сил охраны и охрана (гвардия) стала одной из институциональных предшественниц, органов государственной безопасности.
После провозглашения Перу республикой, безопасность руководителей государства и дворца была обязанностью армейского корпуса, полицейских сил, Национальной жандармерии Перу.
Вскоре после того, в 1938 году был открыт новый дворец, его охрана была поручена кавалерийскому полку «фельдмаршала Доминго Ньето». В обязанности полка входит сопровождение президента Республики Перу, караульная служба у дворца, а также другие протокольные функции.
Каждый день ровно в двенадцать часов дня происходит смена караула президентской охраны (гвардии). Окрестности дворца охраняют члены Департамента борьбы с беспорядками Национальной полиции Перу, в то время как безопасность и постоянная защита президента возложена на Отдела управления государственной безопасности Национальной полиции Перу.

## Галерея

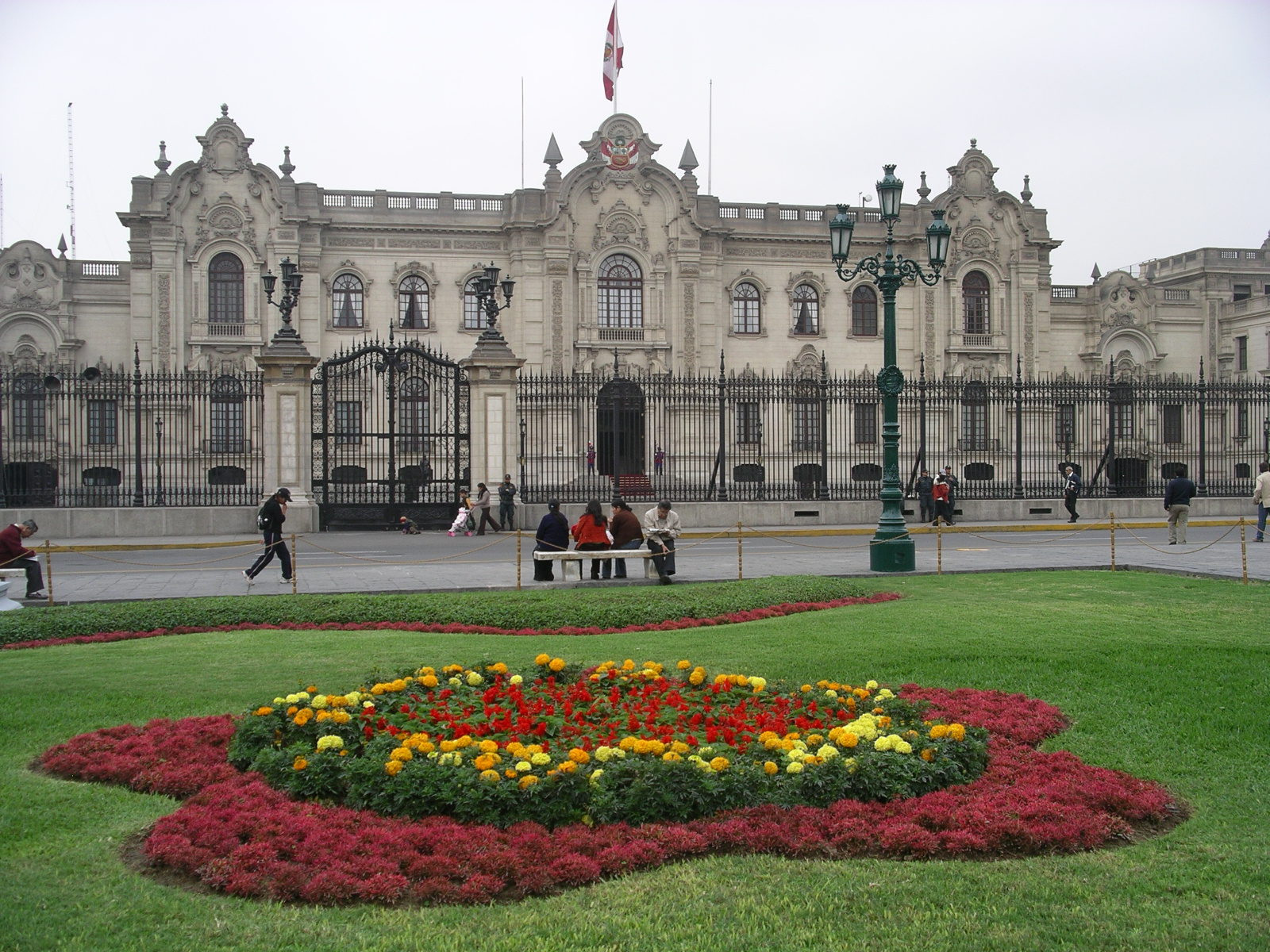
Вид на дворец
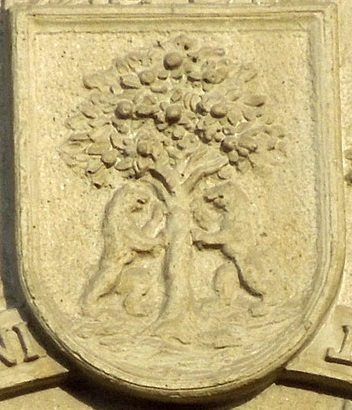
Фамильный герб Писарро на фасаде
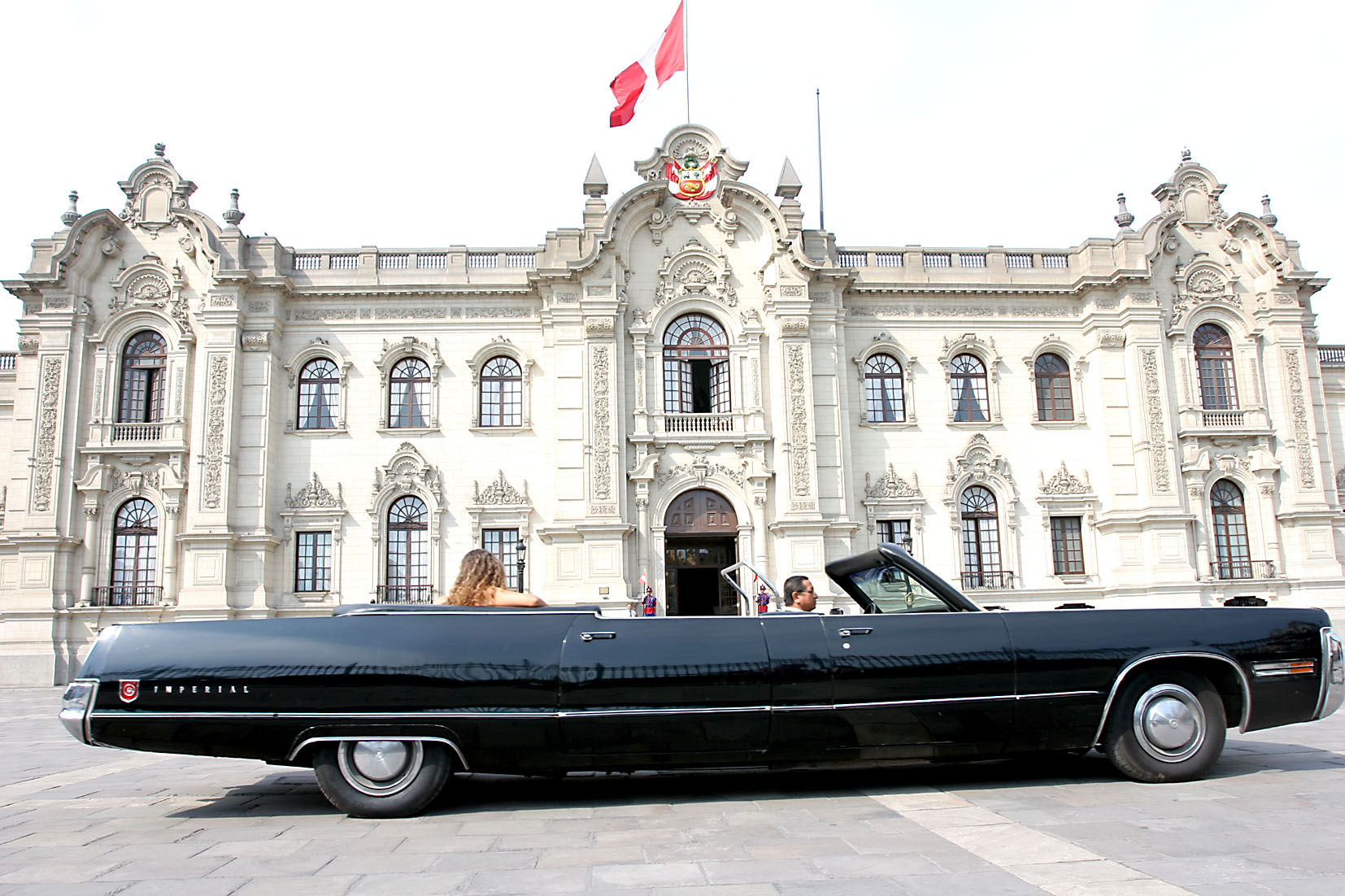
Президентский лимузин у дворца
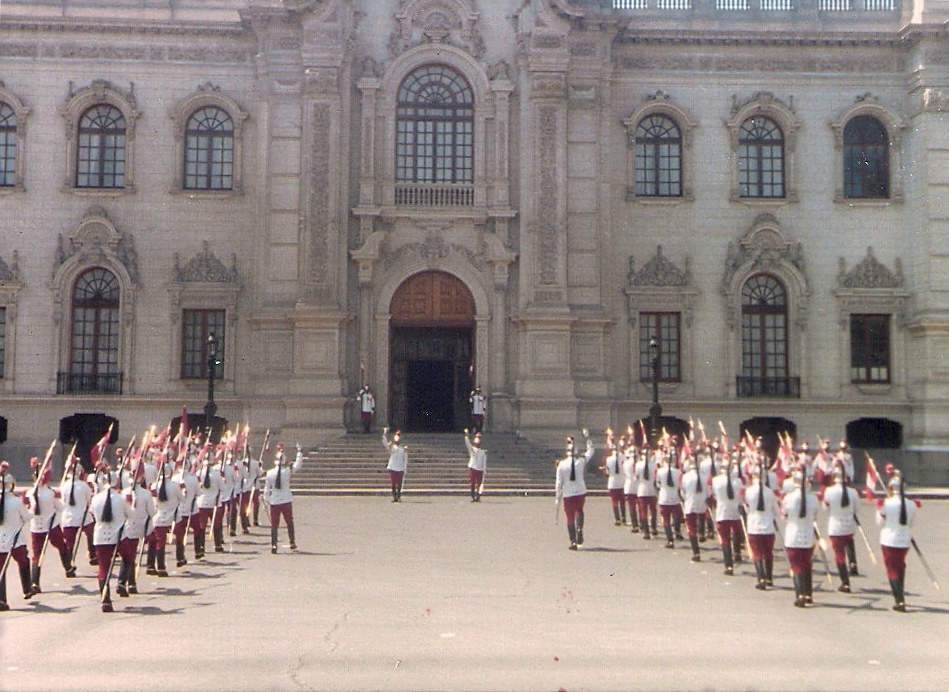
Смена караула
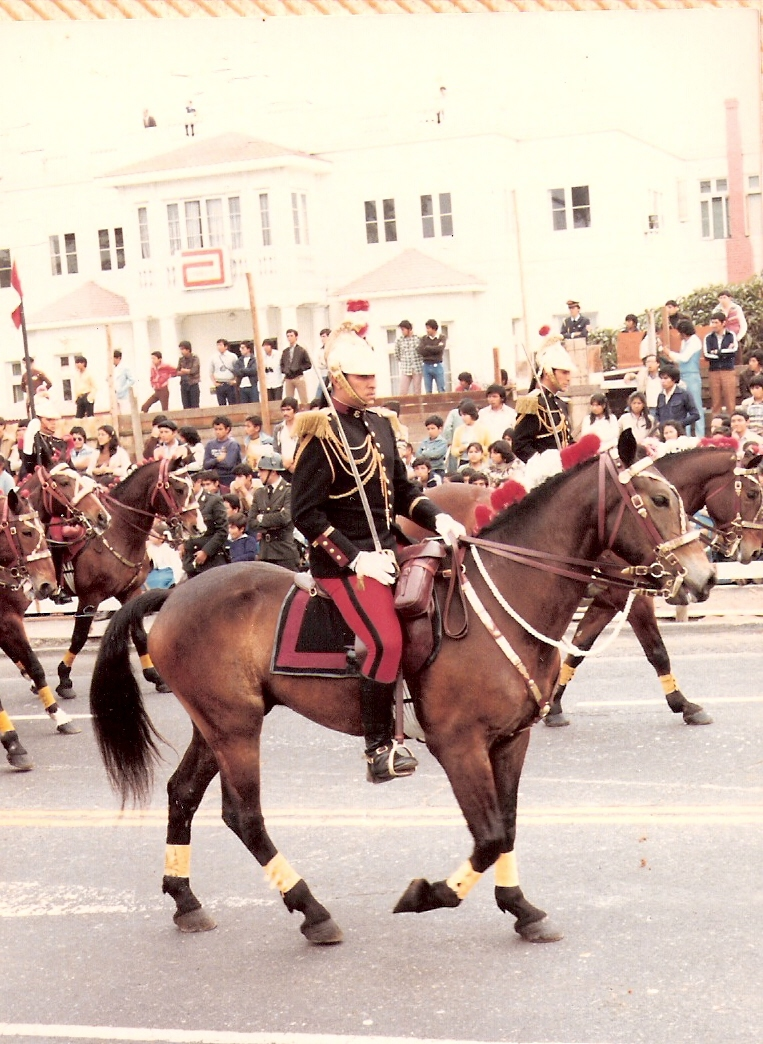
Кавалерия на марше